# Tweede aanval op de haven van Oostende

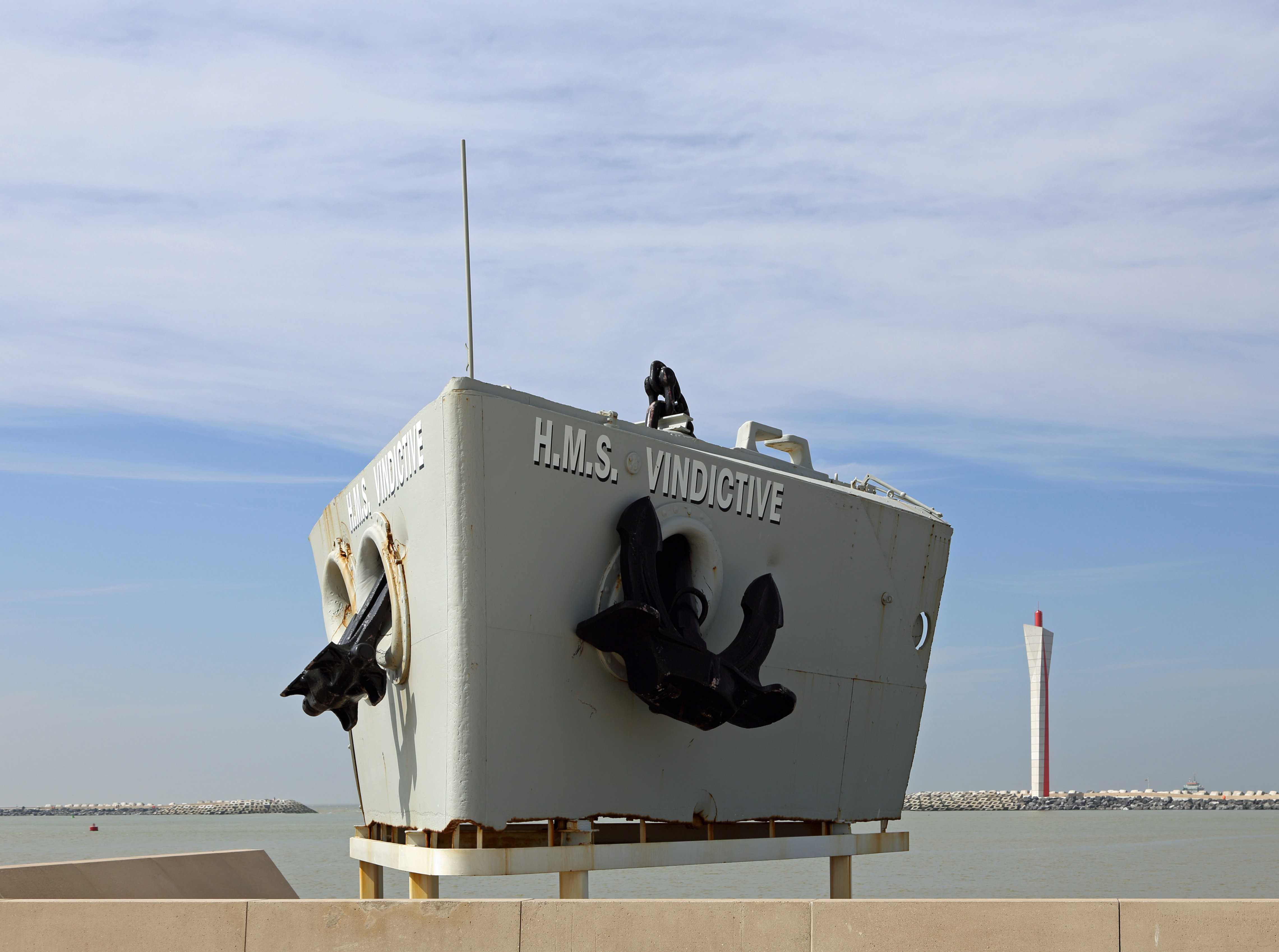
HMS Vindictive-monument in Oostende

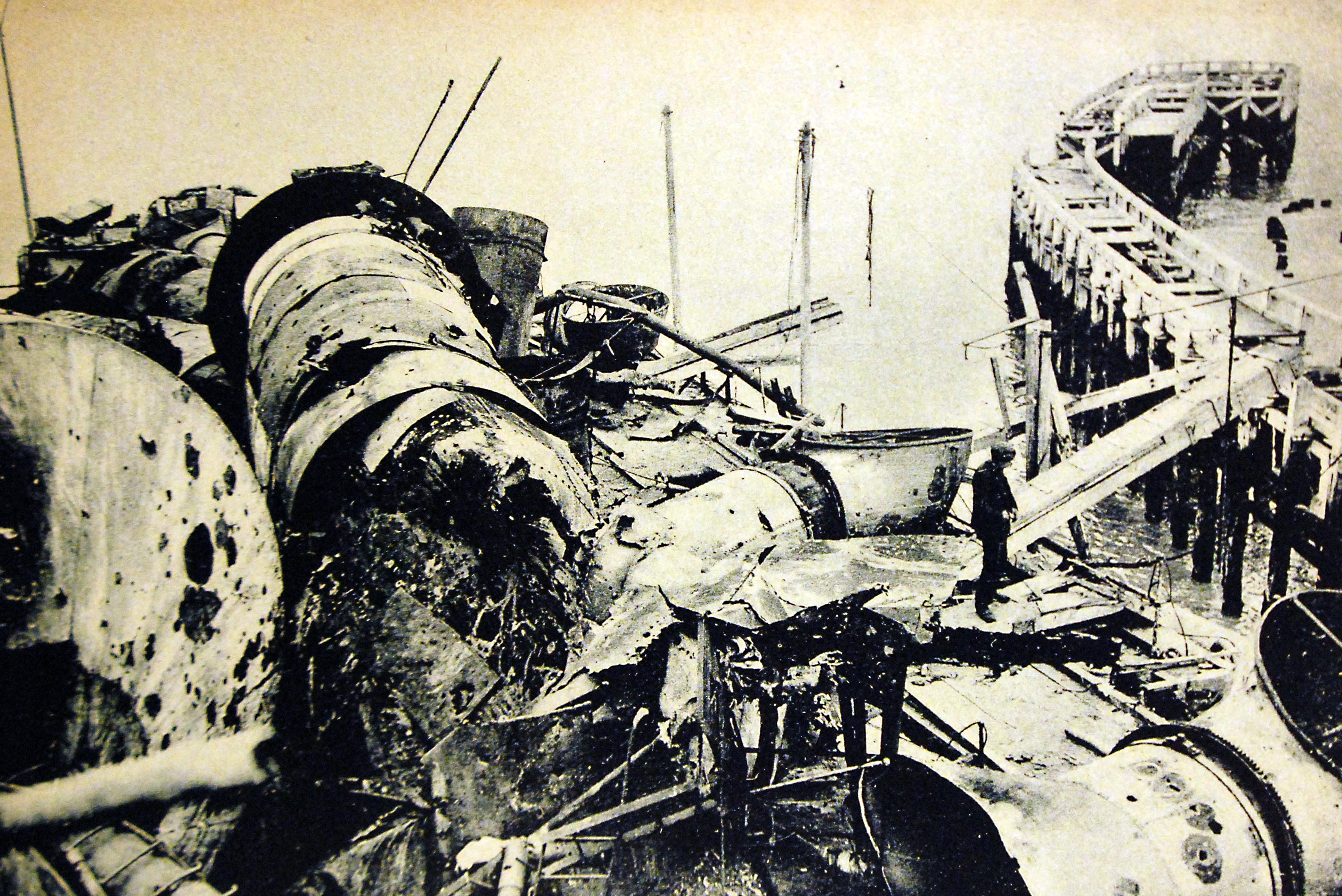
De bovenbouw van de Vindictive na de aanval

De tweede aanval op de haven van Oostende tijdens de Eerste Wereldoorlog (Operatie VS) was de tweede van twee Britse aanvallen op de haven van Oostende in 1918 met het doel de vaargeul te blokkeren zodat Duitse U-boten niet meer konden uitvaren.

## Achtergrond
Met de Zeeslag bij Jutland was de Duitse vloot verslagen. Duitsland besloot de oorlog niet op maar onder de zee voort te zetten als onbeperkte duikbotenoorlog. Hiertegen hadden de Britten toen geen verweer. Duikboten vanuit Wilhelmshaven in Noord-Duitsland vormden een minder grote bedreiging, omdat ze een dag onderweg waren en langs mijnenvelden moesten. Een Duitse poging om de mijnen te vegen was mislukt tijdens de Tweede Slag bij Helgoland. De Nederlandse havens waren niet in Duitse handen omdat Nederland buiten de oorlog bleef. De haven van Antwerpen was daardoor ook geen probleem. De duikbootbasis van Brugge lag te ver landinwaarts om vanuit zee te kunnen beschieten en vanuit de lucht bombarderen was in die tijd te moeilijk. De duikboten voeren langs de kanalen naar Zeebrugge of Oostende en zo naar zee, waar ze Britse schepen aanvielen.
In 1915 had admiraal Reginald Bacon al geprobeerd om de sluispoorten te beschieten vanaf monitors, maar daarbij waren alleen de gebruikte 305 mm kanonnen kapotgeschoten en niet de sluizen. John R. Jellicoe stelde in 1917 voor om Zeebrugge te bezetten, maar het landleger geraakte niet door de Duitse verdediging. Admiraal Roger Keyes werkte een plan uit om de havengeulen van Zeebrugge en Oostende te blokkeren en de admiraliteit gaf groen licht in februari 1918. De aanval werd op 11 april en op 14 april afgeblazen wegens slecht weer. De motorboot HMS CMB 33 was daarbij gestrand in Duits gebied, zodat de Duitsers de plannen van de operatie in handen hadden.
Een eerdere aanval op Oostende een gelijktijdige aanval op de haven van Zeebrugge in april 1918 waren mislukt. Terug in Engeland zaten Henry Hardy, Afred Godsal, Hubert Lynes en Roger Keyes rond de tafel voor een nieuw plan. Drie weken later stoomden de verouderde kruisers Sappho en Vindictive op met beton in hun ruim. De bemanningen waren overlevende vrijwilligers van de eerste poging.

## Verloop
Op 9 mei was het weer goed en vertrokken de verouderde Britse schepen in het donker uit Duinkerke. Twee minuten na middernacht ontplofte de stoomketel van de Sappho en moest die terugkeren naar Duinkerke. Lynes ging met één blokkeerschip door en om half twee 's nachts kwamen ze bij Oostende.
De begeleidende motorboten lanceerden torpedo’s om de mitrailleurs op de uiteinden van de twee pieren uit te schakelen. Tien zware bommenwerpers dropten brandbommen op de Duitse stellingen, maar die richtten weinig schade aan. De Duitse stellingen werden ook met artillerie bestookt vanuit de omgeving van Ieper, achter het Duits-Belgische front.
Godsal en Lynes hadden dit keer de zeekaarten nauwgezet bestudeerd: ze hadden met schade en schande geleerd dat ze niet op de boeien konden vertrouwen. Toen doemde plots een koude, natte mist op, zodat de kaarten ook al niet hielpen. Ze konden niet eens de sterren meer zien om zich op te oriënteren. De kruiser voer heen en weer in de mist terwijl een zwaar artillerieduel woedde. Twee Duitse torpedoboten waren vanuit Oostende uitgelopen om hem te onderscheppen. Door de dichte mist botsten ze op elkaar en ook zij moesten gehavend terug naar de haven.
De motorboten die Godsal begeleidden, verloren hem uit het zicht, op een na. Pas bij de derde doorgang zag Godsal de ingang van de haven. De motorboot schoot een lichtkogel af en Godsal stevende recht op de monding van het kanaal af. Door de lichtkogel kon de Duitse artillerie beter richten en werd de schroef van de Vindictive beschadigd. Toen Godsal bevel gaf om het schip dwars in de vaargeul te leggen, brak de schroef. Voor Godsal dit besefte, raakte een Duits schot zijn brug. Hij was op slag dood. Eerste luitenant Victor Crutchley was ook gewond, maar strompelde naar het stuurwiel. Maar hij kon niet draaien omdat de schroef gebroken was. De kruiser dreef met de stroming uit de haven en liep op een zandbank buiten de haven.
Crutchley beval het schip te verlaten langs de kant van de zee. De boordwerktuigkundige luitenant Willam Burry stelde de springladingen op scherp en verliet als laatste de machinekamer. Crutchley zocht nog met een elektrische zaklamp naar gewonden tussen de lijken en sprong toen ook over op de motorboot ML254 van luitenant Geoffrey Drummond, die ook gewond was. Meerderen, waaronder luitenant Burry, hadden hun enkels gebroken door op de motorboot te springen. ML254 voer traag weg met de 38 overlevenden, nog altijd onder vuur van machinegeweren aan land. Toen Drummond langs de ML276 van Rowley Bourke voer, riep hij, dat er nog mannen in het water zwommen. Drummond was te zwaar geladen en maakte water door de schade, maar bereikte HMS Warwick voor hij zonk
Bourke voer vier keer door de haven, hoorde kreten en vond de zwaargewonde navigatieofficier John Alleyence die zich vastklampte aan een omgeslagen boot. Bourke zette opnieuw koers naar de open zee, maar twee 152 mm granaten sloegen in en vernielden de persluchttanks, zodat de motoren uitvielen. Een zure damp spoelde over dek en verstikte bijna de bewusteloze Alleyence. Een andere motorboot nam de ML276 op sleeptouw. De ML276 had 55 kogelgaten.
Op zee bespraken de officieren de operatie aan dek van de destroyer Warwick. Toen klonk een enorme knal en maakte het schip slagzij. De Warwick was op een zeemijn gelopen en dreigde te zinken. HMS Velox voer langszij en pikte de overlevenden op van de Warwick, Vindictive en ML254. Ze bereikten Dover in de vroege morgen.

## Nasleep
De Britten telden 8 doden, 10 vermisten en 29 gewonden. Duitse duikboten konden nog altijd vanuit Brugge naar Zeebrugge of Oostende de zee op, tot in oktober 1918 de Britse landmacht het terrein veroverde. De gezonken wrakken werden pas in 1921 geborgen.
Een stuk van de Vindictive staat als monument op het nieuwe oostelijke havenhoofd van Oostende. Na de nederlaag van 'keizerlijk' Duitsland werd de Keizerskaai in Oostende herdoopt in Vindictivelaan. 